# State and Main
State and Main ist eine US-amerikanisch-französische Filmkomödie aus dem Jahr 2000. Regie führte David Mamet, der auch das Drehbuch schrieb. Waterford, ein kleines Städtchen in den USA, stellt sich als perfekte Kulisse für den zu drehenden Historienfilm „Die alte Mühle“ heraus. Dass die Dreharbeiten immer wieder stocken, weil unvorhersehbare Probleme auftreten, erschwert die Erstellung des Films erheblich.

## Handlung
Eine Gruppe der Filmemacher kommt in die Kleinstadt Waterford im US-Bundesstaat Vermont, um den historischen Film Die alte Mühle zu drehen. Sie stellen vor Ort fest, dass die als Kulisse vorgesehene Mühle durch einen Brand zerstört wurde. Der Regie führende Walt Price beauftragt den Drehbuchautor Joseph Turner White mit Drehbuchanpassungen, die die Handlung in eine Feuerwache verlegen. White leidet jedoch unter einer Schreibblockade.
Die Hauptdarstellerin Claire Wellesley verlangt zusätzliche Gage in der Höhe von 800 Tsd. Dollar, wenn sie in einer Nacktszene auftreten soll. Der männliche Hauptdarsteller Bob Barrenger verführt die minderjährige Carla, während White eine Beziehung mit der ortsansässigen Annie Black eingeht. Der Filmproduzent Marty Rossen kommt, um die Dreharbeiten zu inspizieren.

## Kritiken
Filmdienst schrieb, der Film sei eine „satirische Komödie über den Hollywood-Betrieb“ mit „treffsicheren, aus eigenen Erfahrungen erworbenen Dialogen“. Die „gut aufgelegten“ Schauspieler würden „keinen Hehl daraus“ machen, „welchen Spaß sie hatten, den eigenen Berufstand und die damit verbundenen Klischees durch den Kakao zu ziehen“. Der Film biete „vortreffliche Komödienunterhaltung“.
Die Zeitschrift Cinema bezeichnete den Film als eine „witzige Filmsatire mit bissigen Dialogen“. Der Regisseur nehme „mit viel Nachsicht für menschliche Schwächen Starruhm und Wirren des Filmgeschäfts aufs Korn“.

## Auszeichnungen
David Mamet und William H. Macy gewannen im Jahr 2000 jeweils einen Ft. Lauderdale International Film Festival Award. Das Schauspielerensemble erhielt 2000 den National Board of Review Award.
Das Darstellerensemble erhielt im Jahr 2001 den Online Film Critics Society Award, für den außerdem David Mamet für sein Drehbuch nominiert wurde. Der Film als Beste Komödie, Rebecca Pidgeon und David Mamet als Drehbuchautor wurden 2001 für den Golden Satellite Award nominiert. Rebecca Pidgeon wurde 2001 für den Phoenix Film Critics Society Award nominiert. David Mamet wurde als Drehbuchautor 2001 für den Chicago Film Critics Association Award nominiert; er und das Darstellerensemble wurden 2001 für den Chlotrudis Award nominiert. Mamet und das Ensemble gewannen 2001 den Florida Film Critics Circle Award. Der Film wurde mit dem Artios der Casting Society of America ausgezeichnet.

## Hintergründe
Der Film wurde in verschiedenen Orten in Massachusetts gedreht. Seine Weltpremiere fand am 26. August 2000 auf dem World Film Festival statt. Am 8. September 2000 wurde der Film auf dem Toronto International Film Festival gezeigt, dem einige weitere Filmfestivals folgten. Am 22. Dezember 2000 kam er in die ausgewählten Kinos der USA, in den er ca. 6,92 Millionen US-Dollar einspielte.